# If I Never See Your Face Again
If I Never See Your Face Again este cel de-al patrulea disc single extras de pe albumul It Won't Be Soon Before Long, al formației americane Maroon 5. Fiind o colaborare cu Rihanna, piesa a câștigat popularitate în unele regiuni ale Europei, dar și în America de Nord.